# Scordia

Ubicació de Scordia dins la província

Scordia (sicilià Scurdìa) és un municipi italià, dins de la ciutat metropolitana de Catània. L'any 2007 tenia 17.361 habitants. Limita amb els municipis de Lentini (SR) i Militello in Val di Catania.

## Administració
| Període | Identitat      | Partit    |
| ------- | -------------- | --------- |
| 2008-   | Angelo Agnello | la Destra |